# 綠色和平電台
綠色和平電台（英文：GreenPeace Broadcasting Station），全名綠色和平台灣文化廣播電台，1994年4月2日開播。
綠色和平電台絕大多數的節目都是以臺灣台語播出。

## 收聽頻率
| 電台名稱     | 收聽頻率         | 收聽地區                                                 |
| ------------ | ---------------- | -------------------------------------------------------- |
| 綠色和平電台 | 台北：FM 97.3MHz | 涵蓋大台北（台北市、新北市、基隆市）及苗栗縣境內部分區域 |

## 歷任董事長
| 姓名   | 任職期間 |
| ------ | -------- |
| 吳清棋 |          |
| 高建智 |          |
| 張福泰 |          |
| 徐國勇 |          |

## 歷任總經理
| 姓名   | 任職期間 |
| ------ | -------- |
| 魏加生 |          |
| 羅懿芬 |          |

## 事件
- 1994年12月5日至1995年2月5日，綠色和平電台藉著口耳相傳與零星的說明會，成功募款建台基金新臺幣5188萬元，剛好跨過行政院新聞局規定的中功率電台最低資本額新臺幣5000萬元，被稱為「締造台灣廣播史上的奇蹟」。但1996年12月，綠色和平電台台長吳清棋說，根據收支概算表，綠色和平電台在本年7月底就無法生存，靠著一些短期周轉金才勉強撐過這些時日[4]。
- 1997年10月18日，吳清棋說，綠色和平電台只靠募款「維持不下去」，所以賣時段給節目承包商[5]。
- 2001年7月26日，民主進步黨臺北市議員王世堅宣布以新臺幣一千元出讓《自立晚報》給綠色和平電台董事長張福泰，張福泰接任《自立晚報》董事長[6]。但《自立晚報》財務狀況仍不見起色，甚至發生王世堅與張福泰互相指控欺騙、都不認帳的爭議[7]。
- 2018年6月13日，前《新台灣新聞周刊》社長、前綠色和平電台節目《有影上大聲－老包講故事》主持人「老包」詹錫奎接受名嘴黃光芹訪問時表示，綠色和平電台在2018年九合一選舉中以無黨籍臺北市市長柯文哲提出兩岸一家親為由反對柯文哲、支持民進黨立法委員姚文智取而代之，支持柯文哲的他拒絕依綠色和平電台要求改挺姚文智，所以他辭職。詹錫奎說，1988年他在《自由時報》寫的專欄文章都在罵中國國民黨，無人干涉他；民進黨執政後，容不下他這個深綠的老將，「一個媒體有不一樣的意見應該被容忍，現在卻不能」。
- 2021年6月3日，前建國黨決策委員暨台灣安全促進會會長陳茂雄披露，2019年綠色和平電台總經理周明鳳突然打電話給他，指責他每星期六下午主持的政論節目《事事關心》批評民進黨新潮流系；他問周明鳳哪一項內容不妥，周明鳳也說不清楚什麼內容不妥，只表示有聽眾打電話陳述。2021年5月31日，周明鳳又打電話給他，指責他在《事事關心》批評民進黨、沒有批評柯文哲；他問周明鳳哪一項內容不妥，周明鳳再度說不清楚，最後向他表示《事事關心》將停播。他質疑，只是聽眾打電話給綠色和平電台，連節目錄音都沒有聽就指責主持人，「這不是正常人可能發生，可見打電話的人是特殊人物」[8][9][10]。

## 外部連結
- 綠色和平台灣文化廣播電台 （页面存档备份，存于）
- 台灣公司資料 （页面存档备份，存于）
- 綠色和平廣播電台97.3的Facebook專頁